# Lourdes (film)
Lourdes è un film del 2009 diretto da Jessica Hausner.
La pellicola racconta, con un taglio di tipo quasi documentaristico, la vicenda di un gruppo di pellegrini in visita al santuario di Lourdes e una guarigione forse miracolosa.
Fu presentato in concorso alla Mostra del cinema di Venezia 2009 dove, oltre a ricevere il premio FIPRESCI, fu singolarmente premiato sia dall'Organizzazione cattolica per il cinema (Premio SIGNIS) che dall'Unione degli Atei e degli Agnostici Razionalisti (Premio Brian).

## Trama
La giovane Christine, bloccata su una sedia a rotelle dalla sclerosi multipla, partecipa ad un pellegrinaggio a Lourdes, senza per questo dimostrare una grande fede. Durante la permanenza al santuario, guarisce dalla sua malattia: questa improvvisa e inaspettata situazione più che porre dubbi sull'origine miracolosa dell'evento, mette invece in luce le reazioni degli altri partecipanti al pellegrinaggio, le dinamiche che si creano di fronte alla felicità altrui.

## Riconoscimenti
- 2009 - Viennale
  - Vienna Film Prize per il miglior film
- Mostra del cinema di Venezia 2009
  - Premio FIPRESCI
  - Premio SIGNIS,[2]
  - Premio La Navicella – Venezia Cinema
  - Premio Brian[3]
- European Film Awards 2010
  - Miglior attrice (Sylvie Testud)